# Ladislav Plíhal

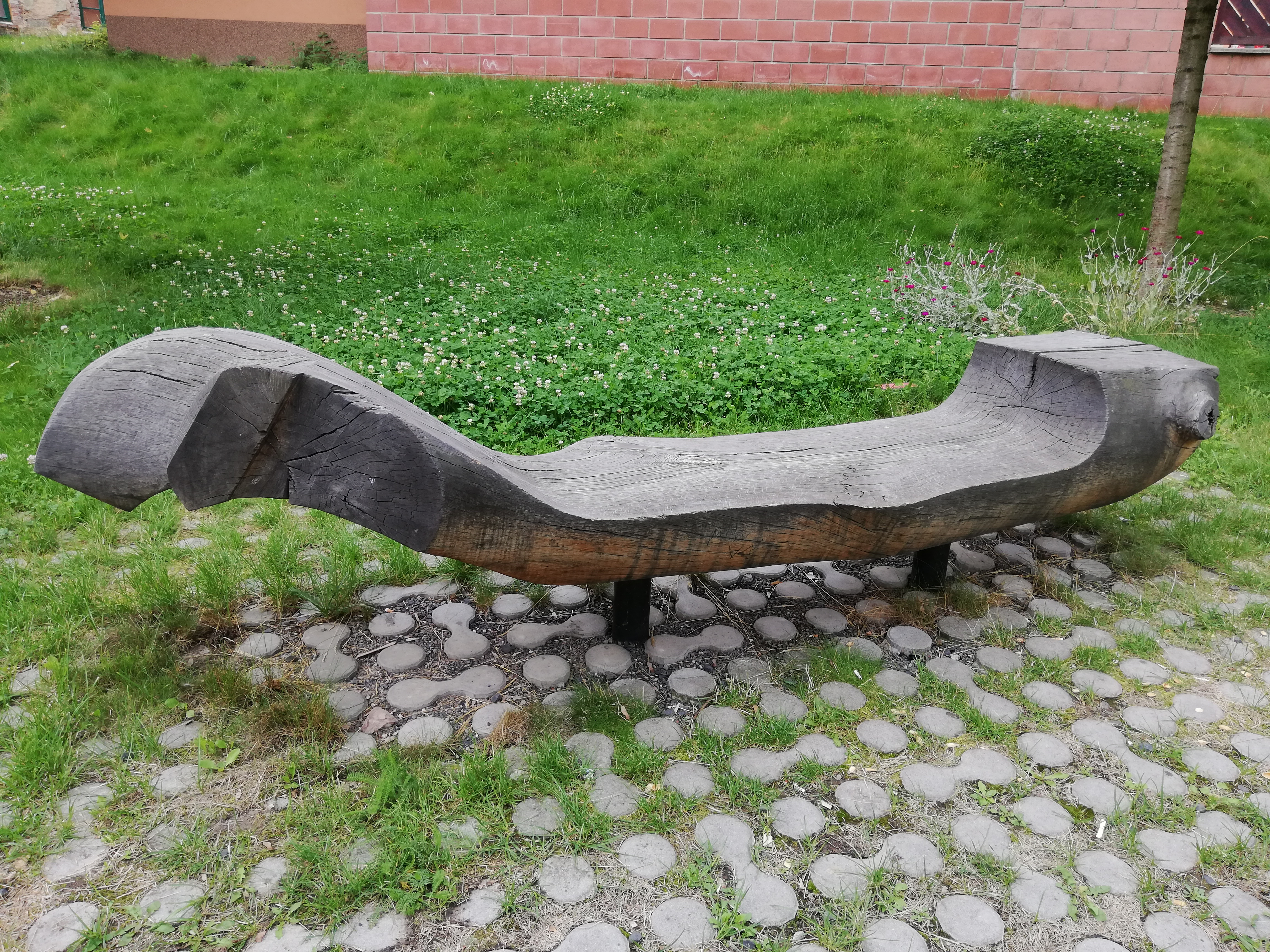
Lavička „fajfka“; Ladislav Plíhal a Čestmír Suška, Praha, Řeporyje

Ladislav Plíhal (* 1983, Československo) je český sochař a designér.

## Studia
V letech 2004 až 2010 studoval na Fakultě výtvarných umění (FaVU) Vysokého učení technického v Brně (VUT) v ateliéru Socha II. vedeném profesorem a akademickým sochařem Janem Amrbůzem. Souběžně (v letech 2007 až 2008) absolvoval stáž na University of Leeds, School of Design ve Velké Británii. Na Vysoké škole uměleckoprůmyslové v Praze studoval v letech 2014 až 2015 obor Průmyslový design v atelieru profesora M.A. Ivana Dlabače

## Charakter tvorby
Plíhalova tvorba pokrývá svým rozsahem nejen výtvarné umění (často určené pro umístění ve veřejném prostoru), ale také oblast designu. Ladislav Plíhal spolupracuje se Suškovým sochařským a výtvarným studiem Bubec, které sídlí v Praze-Řeporyjích.

### Příklady tvorby
- Různé objekty geometrických tvarů určené do veřejného prostoru zkonstruované z ocelových trubek a profilů na principech renezančních ideálů zlatého řezu a rovnostranného trojúhelníku („Rané kresby“; „Na saních“; „Svatostan“)[4]
- Odolné a masivní dřevěné „stoly do deště“ a lavice určené do exteriérů (parky, zahrady);[5]
- Díla vzniklá jako výsledek destrukčních účinků trhavin na různé materiály:[4]
  - Explozice I: Cyklus prací zachycuje objekty různých tvarů, které vznikly odlitím šedé litiny a sádry do slévárenského písku (furanu). Písek byl nejprve podroben sériovým či kolizním explozím drobných náloží střelného prachu.[4]
  - Explozice II: V rámci magisterské diplomové práce (při spolupráci s pyrotechniky v prostorách tovární střelnice v Pardubické Explozii) byly realizovány objekty vzniklé z ocelových plátů, které byly vystavovány současnému působení několika náloží ve stejný okamžik (kontra-exploze). („Míša“, „Ježek v kleci“)[4]

### Pro děti
- Dřevěná stavebnice „Puryko“ pro děti architektů (jistá obdoba přírodní dřevěné stavebnice Kapla od Toma van der Bruggena)[6]
- Stolní hry pro děti a dospělé (Moře; Přístavy)[6]
- Dřevěná auta s ložiskovými kolečky[6]

### Vrtule
Dvanáct metrů vysoká konstrukce – plastika – s názvem „Vrtule“ je kinetická socha zhotovená z oceli a laminátu, která byla v roce 2017 instalována coby umělecká dominanta na umělém kopci za hřbitovem u obce Ořech. (Kopec s výhledem na obec Ořech má tvar prstence obkružujícího obec a vrší se zde postupně od roku 1994 coby ochrana budoucího vodojemu, jenž tu má být umístěn.) Stožár s horizontálně orientovanou vrtulí poháněnou větrem navozuje atmosféru prvorepublikového aviatického stožáru a křídel plátěných aeroplánů. Instalace upomíná na vznik aviatiky za první republiky v Čechách a byla realizována u příležitosti výstavy maleb Tomáše Bambuška na Jatkách 78.

## Výstavy

### Kolektivní výstavy
- 2014 – Art Safari 27, Bubec o.p.s. (Sochařské studio Bubec), Praha;[1]
- 2012 – Výtvarníci Příbramska, Galerie Zámeček - Ernestinum, Příbram;[1]
- 2012 – 6+1, Designblok 12', Praha;[2]
- 2011 – Sochařské studio Bubec 2000–2011 / The Bubec scupture Studio 2000–2001, Staroměstské náměstí, Staroměstská radnice, Praha;[1][2]
- 2010 – Art safari 20, Bubec o.p.s. (Sochařské studio Bubec), Praha[1]
- 2010 – Diplomanti FaVU 2010, Galerie Art, Brno; Galerie Umakart, Brno; Galerie Malá Amerika, Brno; Wannieck Gallery, Brno; Galerie Aula Fakulty výtvarných umění, Brno;[1]
- 2010 – Art Safari 19, Bubec o.p.s. (Sochařské studio Bubec), Praha;[1]
- 2010 – Sochy ve městě, České Budějovice;[2]
- 2009 – Eastnano!, Univerzita Pardubice, Fakulta chemicko-technologická, Pardubice;[1]
- 2009 – Art safari 17, Bubec o.p.s. (Sochařské studio Bubec), Praha;[1]
- 2008 – Art safari 15, Bubec o.p.s. (Sochařské studio Bubec), Praha;[1]
- 2007 – Art Safari 13, Bubec o.p.s. (Sochařské studio Bubec), Praha;[1]
- 2005 – Výtvarníci Příbramska, Galerie Zámeček - Ernestinum, Příbram.[1]

### Samostatné výstavy
- 2019 – Všecko (samostatná výstava Uherské Hradiště);[2]
- 2010 – První explozice, Explosia a.s. Pardubice;[2]
- 2008 – Landscape computer paintings, Montague Burton, Leeds, Velká Británie;[2]

## Galerie

Plíhalův „Domeček“ na Zahradě Bubec v Řeporyjích
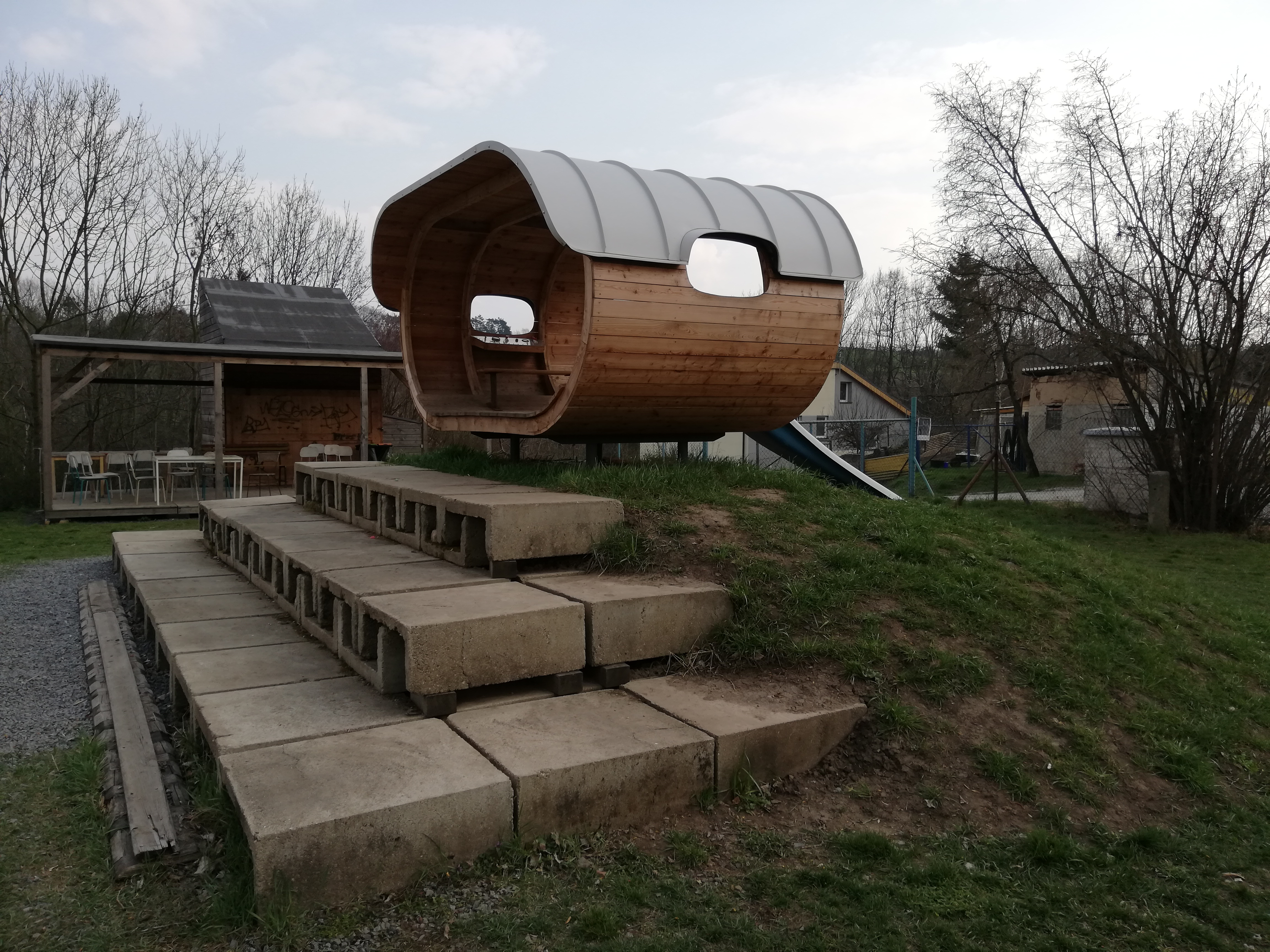
Celkový pohled ze Zahrady Bubec
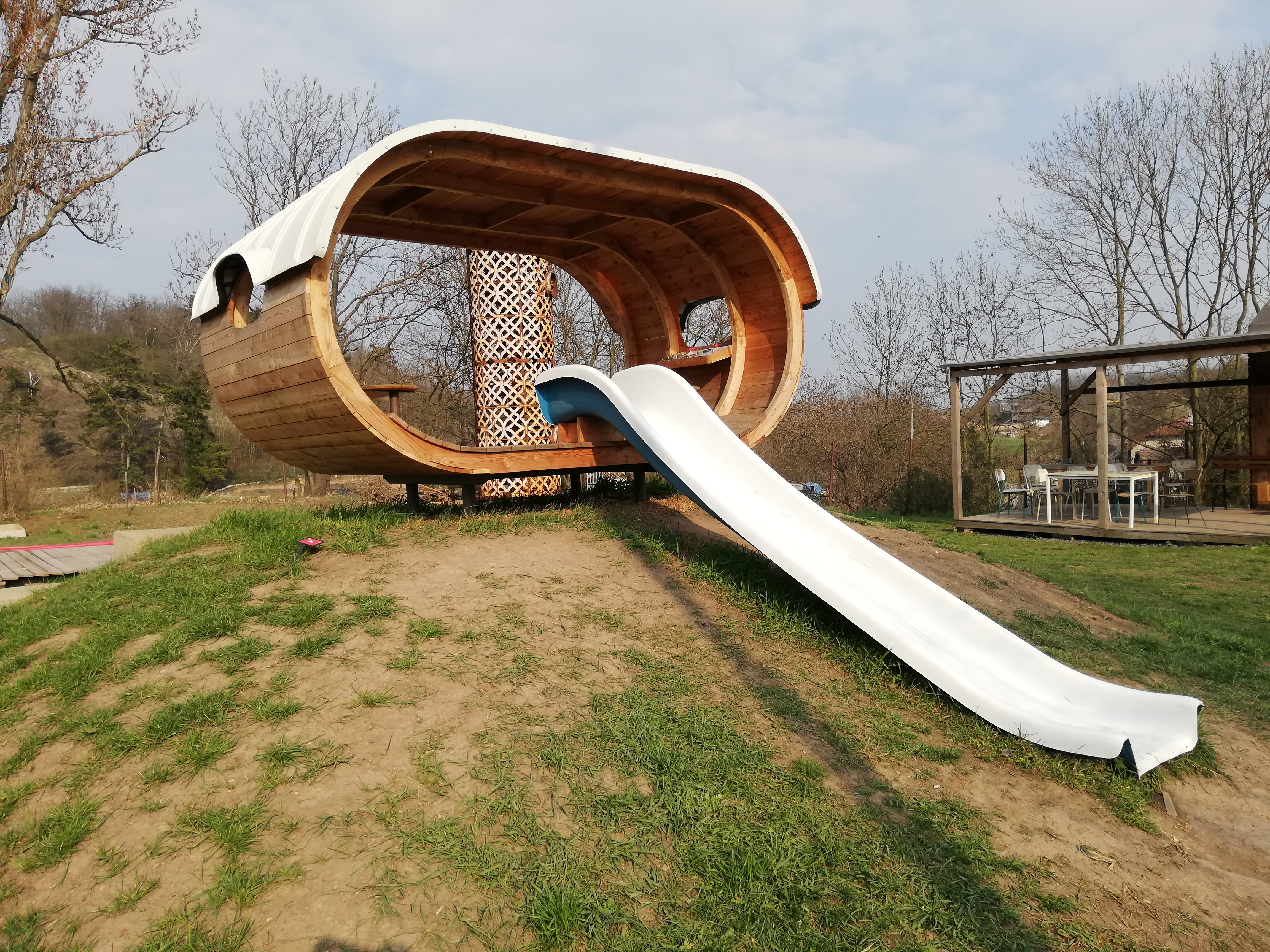
Pohled na stranu s dětskou skluzavkou obrácenou ke vchodu do Zahrady Bubec
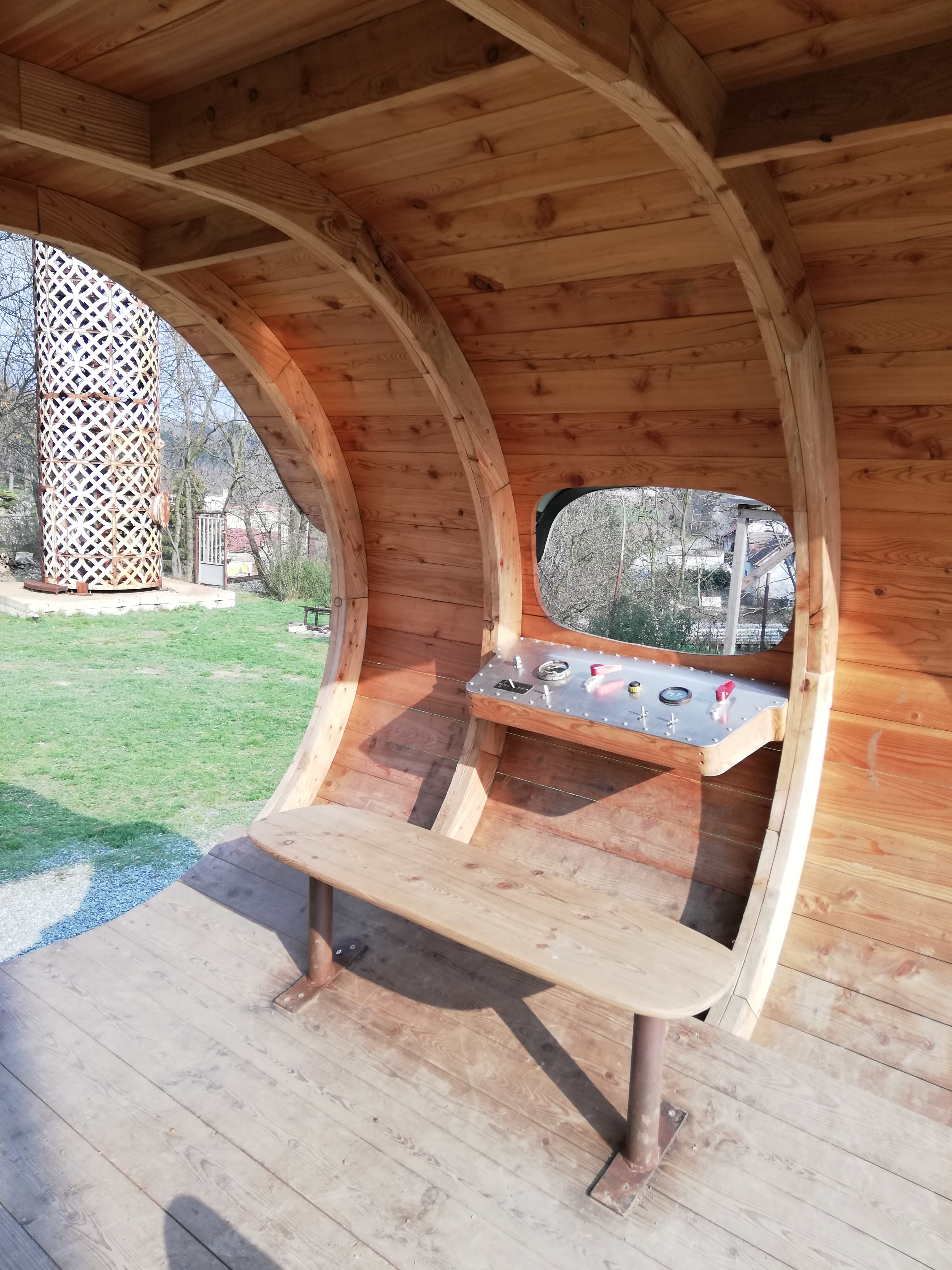
Detail jednoho ze dvou vnitřních „pracovišť Domečku“